# Badigeru Swamp
Badigeru Swamp är en våtmark i Sydsudan.   Den ligger i delstaten Central Equatoria, i den sydöstra delen av landet, 70 kilometer nordost om huvudstaden Juba.
Omgivningarna runt Badigeru Swamp är huvudsakligen savann. Runt Badigeru Swamp är det glesbefolkat, med 8 invånare per kvadratkilometer.